# Operacja donbasko-dońska (1918)
Operacja donbasko-dońska – operacja wojskowa przeprowadzona w styczniu i lutym 1918 r. przez siły Radzieckiego Frontu Południowego pod dowództwem Władimira Antonowa-Owsiejenki przeciwko formującej się Armii Ochotniczej pod dowództwem Ławra Korniłowa i siłom kozackim atamana Aleksieja Kaledina. Jej celem było odzyskanie przez rząd bolszewicki Rostowa nad Donem i Nowoczerkaska oraz uniemożliwienie utworzenia nad Donem silnego zgrupowania kontrrewolucyjnego (białego). Siłom Antonowa-Owsiejenki udało się zająć obydwa ośrodki miejskie, jednak przed zajęciem Rostowa biali w zorganizowany sposób opuścili miasto, kontynuując walkę z czerwonymi.

## Okoliczności
W listopadzie 1917 r. bolszewicy, mienszewicy i eserowcy utworzyli w Rostowie nad Donem wspólny komitet rewolucyjno-wojskowy. Do utworzonych przy nim jednostek Czerwonej Gwardii przyłączyli się, na wezwanie bolszewików, marynarze z bazy Floty Czarnomorskiej w Sewastopolu w liczbie dwóch tysięcy. 9 grudnia 1917 r. komitet wszczął w mieście powstanie; z decyzją taką nie zgodzili się eserowcy i mienszewicy, którzy opuścili komitet. Powstanie zakończyło się sukcesem i przejęciem kontroli nad Rostowem przez bolszewików. Sześć dni później do miasta wkroczyły antyrewolucyjne kozackie oddziały pod dowództwem Aleksieja Kaledina, pokonując silniejszą liczebnie, lecz gorzej zorganizowaną i dowodzoną Czerwoną Gwardię. Szczególnie oddziały marynarzy okazały się mało wartościowe. Po przegranym starciu z Kozakami marynarze rozstrzelali na stacji Tichorieckiej jednego ze swoich dowódców, porucznika Skałowskiego, zarzucając mu zdradę. Następnie wrócili na Krym.  
W Rostowie i Nowoczerkasku gen. Ławr Korniłow i gen. Michaił Aleksiejew rozpoczęli tworzenie białej, antyrewolucyjnej Armii Ochotniczej. Rada Komisarzy Ludowych z Leninem na czele uznała mobilizację nad Donem za największe zagrożenie dla rządu bolszewickiego, z uwagi na liczbę Kozaków, którzy mogliby przyłączyć się do wojsk kontrrewolucyjnych, a także dlatego, że Armia Ochotnicza i Kozacy stanowili bezpośrednie zagrożenie dla robotniczego, sprzyjającego rewolucji Donbasu. Wreszcie kontrola nad Rostowem i Nowoczerkaskiem dałaby czerwonym połączenie kolejowe z Kaukazem. Zdecydowano o przerzuceniu w ten rejon oddziałów z centralnej Rosji, na czele których postawiono Władimira Antonowa-Owsiejenkę, jednego z dowódców przewrotu w Piotrogrodzie podczas rewolucji październikowej. Organizowana przez niego w improwizowany sposób grupa wojsk składała się oprócz oddziałów kierowanych z północy z robotniczych oddziałów z Donbasu. W końcu grudnia 1917 r. wojska Antonowa-Owsiejenki, wspólnie z miejscowymi oddziałami bolszewickimi, opanowały Charków. W dniach 11-23/24-25 grudnia 1917 r. w mieście odbył się zjazd rad robotniczych i żołnierskich sympatyzujących z bolszewikami, na którym proklamowano Ukraińską Ludową Republikę Rad. Część wojsk Antonowa-Owsiejenki została skierowana do wspierania jej w zbrojnej walce z siłami lojalnymi Ukraińskiej Centralnej Radzie. Pozostałe kontynuowały walkę z Kaledinem.

## Plan operacji
W walce z Kaledinem i Korniłowem Antonow-Owsiejenko zamierzał współpracować z lokalnymi siłami Kozaków opowiadających się po stronie rewolucji, na czele których stali Fiodor Podtiołkow i Michaił Kriwoszłykow, a także z czerwonymi oddziałami Pietrowa idącymi na południe z Woroneża. Po opanowaniu Rostowa nad Donem i Nowoczerkaska spodziewał się maszerować dalej na południe, by połączyć się z żołnierzami 39 dywizji piechoty armii rosyjskiej, którzy przed rewolucją wykazywali silne sympatie dla bolszewików. 8 stycznia 1918 r. Antonow-Owsiejenko podzielił swoje siły na dwie grupy: pierwsza, na czele z Rudolfem Siwersem, licząca 10 tys. żołnierzy, miała uderzyć na Taganrog, a następnie Rostów, drugiej, pod dowództwem Jurija Sablina, powierzono zadanie połączenia się z oddziałami Pietrowa. 

## Przebieg działań wojennych
Czerwoni mieli nad Donem ogromną przewagę liczebną, ale walczyli bez entuzjazmu, na fatalnym poziomie stała dyscyplina; niejednokrotnie poszczególne oddziały na własną rękę zawierały lokalne rozejmy z siłami przeciwnika i wycofywały się z walki (tak postąpili żołnierze 39 dywizji, który porozumieli się samodzielnie z 8 dywizją kozacką, w teorii kontrrewolucyjną).  
Grupa Sablina zdołała połączyć się z oddziałami Pietrowa, jednak 31 stycznia poniosła porażkę pod Lichą w walce z Kozakami Wasilija Czerniecowa. Krótko potem jednak oddział Czerniecowa zerwał uzgodniony wcześniej lokalny rozejm i został 3 lutego rozbity przez oddział Fiodora Podtiołkowa. Zwycięstwo to otworzyło grupie Jurija Sablina drogę na Nowoczerkask.
Grupa dowodzona przez Siwersa w pierwszych poważniejszych starciach z białymi pod Matwiejowym Kurganem poniosła 25 stycznia porażkę w starciu z mniej liczebnym, ale bardziej zdyscyplinowanym oddziałem Aleksandra Kutiepowa. Dwa dni później jednak biali musieli wycofać część sił do Taganrogu, gdzie wybuchło powstanie robotnicze. Popierający bolszewików robotnicy 2 lutego opanowali miasto, dzień później ponownie ruszyły w jego kierunku oddziały Siwersa, by dotrzeć do Taganrogu 8 lutego. 
Nie chcąc dopuścić do całkowitego rozbicia tworzonych sił antybolszewickich, generałowie Korniłow i Aleksiejew postanowili opuścić Rostów i Nowoczerkask. Z decyzją taką nie chciał się pogodzić Kaledin, który odmówił odejścia znad Donu i 12 maja popełnił samobójstwo. Siły białych opuściły Rostów w uporządkowany sposób w nocy z 21 na 22 lutego, rozpoczynając pierwszy marsz kubański w kierunku Jekaterynodaru. 23 lutego Rostów zajął Siwers. Kozackie oddziały z Nowoczerkaska nie zdołały postąpić tak samo, gdyż 25 lutego miasto zostało opanowane przez odtworzony miejscowy komitet rewolucyjno-wojskowy. Jedynie 1500 Kozaków pod dowództwem atamana Popowa bezładnie uciekło z miasta, udając się na Stepy Salskie. Natychmiast potem wkroczyły do niego oddziały Sablina.